# Kriegergedächtniskapelle Bezau

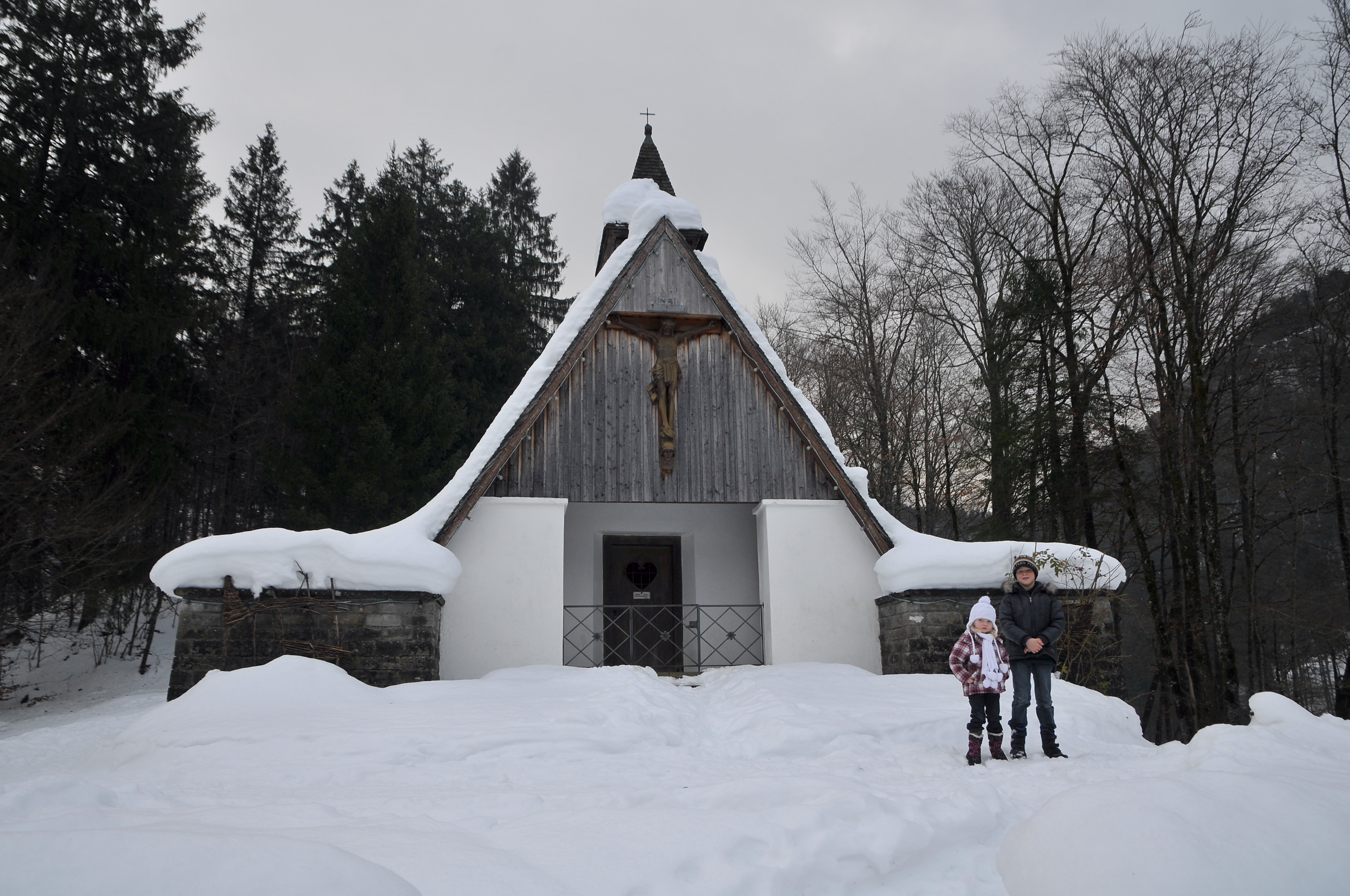
Kriegergedächtniskapelle

Die Kriegergedächtniskapelle Bezau ist eine römisch-katholische Kapelle am Ölberg im Ortsteil Greben in der österreichischen Gemeinde Bezau (Vorarlberg).
Die Kapelle wurde im Jahr 1924 nach den Plänen des Architekten und Bildhauers Kaspar Albrecht errichtet. Zur Ausstattung gehören unter anderem Holz- und Tonreliefs, die ebenfalls von Albrecht geschaffen wurden. Die Kriegergedächtniskapelle erinnert heute als Mahnmal an die 43 Kriegstoten des Ersten Weltkriegs und an die 92 gefallenen und vermissten Soldaten sowie zivilen Toten des Zweiten Weltkriegs aus Bezau. Im Verhältnis zur Bevölkerungszahl hatte die Marktgemeinde Bezau damit „landesweit das größte persönliche Leid zu tragen“. Die Kapelle steht innerhalb eines nahezu quadratischen Innenhofes, dessen Umfassungsmauern links und rechts an die westliche Gebäudeaußenwand anschließen. Im September 2009 wurde in der Kapelle eine Gedenktafel für das Bezauer „Euthanasie“-Opfer Jodok Meusburger (1895–1943) angebracht und geweiht.